# Tuffé
Tuffé is een plaats en voormalige gemeente in het Franse departement Sarthe (regio Pays de la Loire) en telt 1512 inwoners (2005). De plaats maakt deel uit van het arrondissement Mamers. Tuffé is op 1 januari 2016 gefuseerd met de gemeente Saint-Hilaire-le-Lierru tot de gemeente Tuffé Val de la Chéronne. 

## Geografie
De oppervlakte van Tuffé bedraagt 24,6 km², de bevolkingsdichtheid is 61,5 inwoners per km².
De onderstaande kaart toont de ligging van Tuffé met de belangrijkste infrastructuur en aangrenzende gemeenten.

## Demografie
Onderstaande figuur toont het verloop van het inwonertal (bron: INSEE-tellingen).